# 佐々木亮輔
佐々木 亮輔（ささき りょうすけ、1993年3月6日 - ）は、岩手県盛岡市出身のハンドボール選手。日本ハンドボールリーグの豊田合成所属。

## 経歴
盛岡市立黒石野中学校時代の2007年に岩手県選抜として出場した、第16回JOCジュニアオリンピックカップ2007ハンドボール大会では「オリンピック有望選手」に選ばれた。
中学卒業後は岩手県立不来方高等学校へ進学。2009年に日本代表U-19候補に選ばれ、2010年に第4回男子ユースアジア選手権の日本代表U-19に選出された。
高校卒業後は日本体育大学へ進学。2012年に第13回男子ジュニアアジア選手権の日本代表に選ばれた。
2013年は第1回U-22東アジア選手権の日本代表に選出された。
2015年1月に日本ハンドボールリーグの豊田合成へ加入。2014-15年シーズンは2試合に出場した。
2015-16年シーズンは3試合の出場にとどまった。
2016-17年シーズンは全試合で出場登録された。
2017年7月の日韓戦で日本代表に初選出された。
2018年1月に第18回アジア選手権の日本代表に選出。

## 詳細情報

### 年度別成績
| 年       | チーム   | 試合 | FS 阻止 | 率   | 7m 阻止 | 率   |
| -------- | -------- | ---- | ------- | ---- | ------- | ---- |
| 2014-15  | 豊田合成 | 2    | 4/6     | .667 | 1/7     | .143 |
| 2015-16  | 豊田合成 | 3    | 3/19    | .158 | 0/1     | .000 |
| 2016-17  | 豊田合成 | 16   | 5/22    | .227 | 0/5     | .000 |
| 2017-18  | 豊田合成 | 24   | 257/771 | .333 | 2/7     | .286 |
| 2018-19  | 豊田合成 | 14   | 12/39   | .308 | 0/6     | .000 |
| JHL：5年 | JHL：5年 | 59   | 281/857 | .328 | 3/26    | .115 |

- 各年度の太字はリーグ最高

### JHLプレーオフ
| 年      | チーム   | 試合                       | FS 阻止 | 率   | 7m 阻止 | 率 |
| ------- | -------- | -------------------------- | ------- | ---- | ------- | -- |
| 2017-18 | 豊田合成 | 大同特殊鋼戦 (1stステージ) | 17/41   | .415 | 0/0     | -  |
| 2018-19 | 豊田合成 | トヨタ車体戦 (2ndステージ) | -       | -    | -       | -  |

### 背番号
- 24 (2015年 - )